# Avokadosläktet
Avokadosläktet (Persea) är ett släkte inom familjen lagerväxter med cirka 150–200 arter. De förekommer i tropiska och subtropiska Amerika och Asien, en art är vildväxande på Kanarieöarna. Arten avokado (P. americana) odlas för sina frukter.

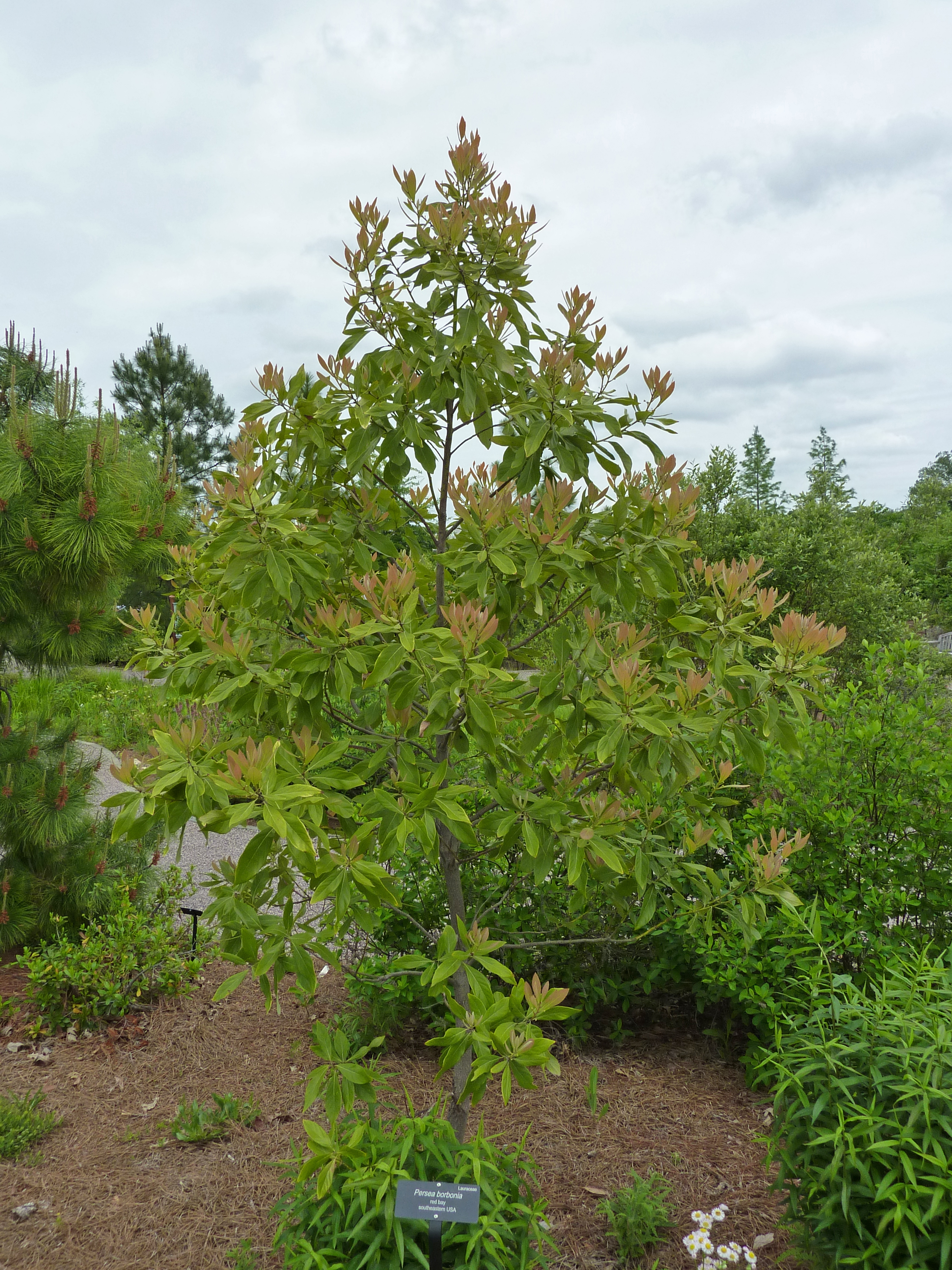
Persea borbonia

## Avokador, i alfabetisk ordning[1]
- Persea acunae
- Persea alba
- Persea albida
- Persea albiramea
- Persea alpigena
- Persea americana, den kommersiellt odlade avokadon.
- Persea anomala
- Persea areolatocostae
- Persea aurata
- Persea benthamiana
- Persea bernardii
- Persea bilocularis
- Persea boldufolia
- Persea boliviensis
- Persea borbonia
- Persea brenesii
- Persea brevipes
- Persea brevipetiolata
- Persea buchtienii
- Persea bullata
- Persea caerulea
- Persea caesia
- Persea campii
- Persea chamissonis
- Persea chrysantha
- Persea chrysophylla
- Persea cinerascens
- Persea conferta
- Persea corymbosa
- Persea costata
- Persea croatii
- Persea croizatii
- Persea cuatrecasasii
- Persea donnell-smithii
- Persea fastigiata
- Persea fendleri
- Persea ferruginea
- Persea fluviatilis
- Persea fulva
- Persea fusca
- Persea galeae
- Persea glabra
- Persea grandiflora
- Persea haenkeana
- Persea hartmanii
- Persea hartwegii
- Persea hexanthera
- Persea hintonii
- Persea hirta
- Persea humilis
- Persea hypoleuca
- Persea indica
- Persea jariensis
- Persea jenmanii
- Persea julianae
- Persea krugii
- Persea laevifolia
- Persea lemensis
- Persea liebmannii
- Persea lingue
- Persea longipes
- Persea maguirei
- Persea major
- Persea meridensis
- Persea microphylla
- Persea mutisii
- Persea negracotensis
- Persea nivea
- Persea nudigemma
- Persea oblongifolia
- Persea obovata
- Persea obscura
- Persea obtusifolia
- Persea orizabae
- Persea pajonalis
- Persea pallescens
- Persea palustris
- Persea pedunculosa
- Persea perglauca
- Persea perseiphylla
- Persea peruviana
- Persea povedae
- Persea pseudofasciculata
- Persea punctata
- Persea purpusii
- Persea pyrifolia
- Persea raimondii
- Persea rigens
- Persea rigida
- Persea rufescens
- Persea rufotomentosa
- Persea ruizii
- Persea schiedeana
- Persea sericea
- Persea sessilis
- Persea shaferi
- Persea silvatica
- Persea splendens
- Persea standleyi
- Persea stricta
- Persea subcordata
- Persea trollii
- Persea urbaniana
- Persea weberbaueri
- Persea venosa
- Persea veraguasensis
- Persea vesticula
- Persea willdenovii